# Сен-Леже-Дюбоск
Сен-Леже́-Дюбо́ск (фр. Saint-Léger-Dubosq) — коммуна во Франции, находится в регионе Нижняя Нормандия. Департамент коммуны — Кальвадос. Входит в состав кантона Дозюле. Округ коммуны — Лизьё.
Код INSEE коммуны — 14606.

## Население
Население коммуны на 2010 год составляло 175 человек.
| 1962 | 1968 | 1975 | 1982 | 1990 | 1999 | 2010 |
| ---- | ---- | ---- | ---- | ---- | ---- | ---- |
| 128  | 104  | 105  | 109  | 130  | 165  | 175  |

## Экономика
В 2010 году среди 123 человек трудоспособного возраста (15—64 лет) 90 были экономически активными, 33 — неактивными (показатель активности — 73,2 %, в 1999 году было 70,1 %). Из 90 активных жителей работали 88 человек (44 мужчины и 44 женщины), безработных было 2 (1 мужчина и 1 женщина). Среди 33 неактивных 18 человек были учениками или студентами, 10 — пенсионерами, 5 были неактивными по другим причинам.